# Macquarie Street (Hobart)
Die Macquarie Street ist eine der Hauptstraßen in der Innenstadt von Hobart, der Hauptstadt des australischen Bundesstaates Tasmanien. Sie verbindet die Innenstadt mit dem Southern Outlet (A6), einer Stadtautobahn in Richtung Süden, und der Huon Road (B64), einer Fernstraße Richtung Huonville. Wie ihre Parallelstraße, die Davey Street, ist sie eine Einbahnstraße, und zwar in Richtung stadteinwärts.
Sie beginnt in der Nähe des historischen Royal Engineers Building, wo sie mit ihrem Pendant Davey Street, dem Eastern Outlet (A3) und dem Brooker Highway (N1) verbunden ist. Die Straße besitzt auf fast ihrer gesamten Länge drei oder vier Fahrspuren. Nachdem sie die Innenstadt verlassen hat, wird sie in South Hobart zweispurig.
Die Macquarie Street grenzt an den Franklin Square, einen großen Stadtpark. Bekannte Gebäude in dieser Straße sind das Lands Building, in dem das Department of Primary Industries and Water untergebracht ist, das Mercury Building, die St. Davids Cathedral und das Reserve Bank Building.

## Trivia
Die Macquarie Street kommt in der australischen Version des Spiels Monopoly vor.

## Quelle
Steve Parish: Australian Touring Atlas. Steve Parish Publishing, Archerfield QLD 2007, ISBN 978-1-74193-232-4, S. 54.
- Karte mit allen Koordinaten:
- OSM |
- WikiMap